# 大奧厄河 (伯梅河支流)
52°57′54″N 9°51′04″E / 52.9651°N 9.851171°E

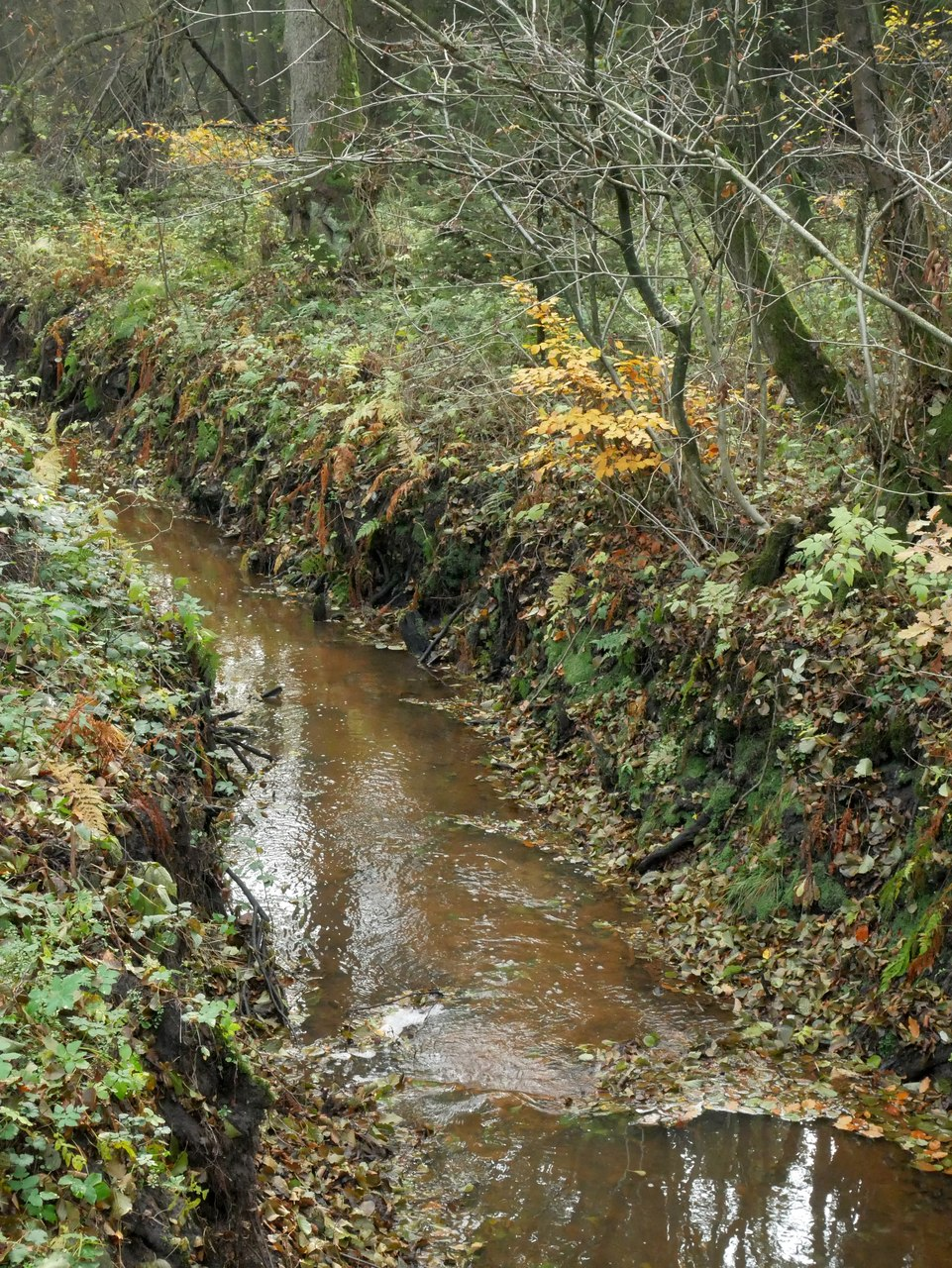
大奧厄河（伯默河支流）

大奧厄河（德語：Große Aue），是德國的河流，位於該國西北部，由下薩克森州負責管轄，屬於伯默河的左支流，河道全長13公里，流域面積45平方公里。